# Can Tàpies (Sant Antoni de Vilamajor)
Can Tàpies és una masia de Sant Antoni de Vilamajor (Vallès Oriental) inclosa a l'Inventari del Patrimoni Arquitectònic de Catalunya.

## Descripció
És una construcció de bones dimensions, de planta basilical, amb el cos central més elevat, i els laterals desiguals. El que més destaca és una finestra doble conopial, de traceria simple, però elegant, molt motllurada, i amb baixos relleus acompanyats d'inscripcions. La porta té tretze dovelles i un escut sobre la clau.

## Història
La convivència de la finestra goticitzant al cos central i de finestres allindades als laterals, que no semblen excessivament posteriors, més el fet que els actuals habitants recorden, o saben, que abans s'apreciava una data, la qual tenia com a les dues primeres xifres 15..., fan versemblant que aquesta masia sigui del segle XVI.